# دیخوییه
دیخوییه، روستایی از توابع بخش خَبر شهرستان بافت در استان کرمان ایران است.

## جمعیت
این روستا در دهستان خبر (بافت) قرار دارد و براساس سرشماری مرکز آمار ایران در سال ۱۳۹۵، جمعیت آن ۷۴۸ نفر (۲۴۴ خانوار) بوده‌است.